# Cäcilia Weber
Cäcilia Cordula Stamm (23 de octubre de 1727 – 22 de agosto de 1793) fue la madre de Constanze Weber y la suegra de Wolfgang Amadeus Mozart.
Nació en Mannheim, hija de Johann Otto Stamm, un secretario del gobierno, y Sophia Elisabeth Wimmer. Se casó con Franz Fridolin Weber (1733–1779) el 14 de septiembre de 1756 y tuvieron cuatro hijas: Josepha, Aloysia, Constanze, y Sophie. Constanze fue la única que no se convirtió en cantante profesional pero, según Mozart, poseía una hermosa voz y buen oído para la música. Las niñas nacieron en Zell im Wiesental, pero la familia se trasladó a Mannheim poco después del nacimiento de Sophie.
Cäcilia conoció a Mozart en 1777, cuando él fue a Mannheim buscando trabajo. Durante su estancia, él se enamoró de su hija Aloysia, y marchó hacia París al no encontrar una ocupación fija en Mannheim. Después la familia se trasladó a Munich, donde tanto Aloysia como Fridolin encontraron trabajo en la ópera. Aquí fue donde Mozart se reencontró con ellas (y fue rechazado por Aloysia), en su camino de regreso a casa, a Salzburgo.
La familia Weber se trasladó a Vienna en septiembre de 1779, todavía siguiendo la carrera de Aloysia, que había pasado a trabajar en la ópera alemana de la ciudad.  Fridolin falleció al mes siguiente, y Cäcilia se esforzó por mantener a su familia a flote. Cuando se casó con ella, el 31 de octubre de 1780, el esposo de Aloysia, Joseph Lange, accedió a ayudar a mantener a la familia con una aportación anual de 700 florines. Cäcilia también obtuvo algunos ingresos cuando decidió aceptar inquilinos. Así fue como Mozart volvió a entrar en la vida de los Weber. En 1781, se asentó en Vienna con la esperanza de lanzar allí su carrera, y el 1 o 2 de mayo de 1781, se convirtió en uno de sus inquilinos (en un edificio llamado Zum Auge Gottes, "El ojo de Dios"). Por motivos de decoro, Cäcilia le pidió a Mozart que se marchase cuando se dio cuenta de que se había enamorado de Constanze. Finalmente, Wolfgang y Constanze se casaron el 4 de agosto de 1782.
La relación de Mozart con su suegra tuvo un inicio complicado, ya que ella y Constanze no se llevaban bien. Sin embargo, tras el nacimiento del primer hijo de Constanze, en 1783, Mozart le cogió más afecto a Cäcilia. Sophie, hermana de Constanze, recordó en una carta de 1825 cómo Mozart y su suegra se fueron encariñando el uno con el otro, y cómo él acostumbraba a llevarle azúcar y café, cosa que ella apreciaba mucho.

“Mozarten siempre se encariñó más con nuestra difunta madre, y a ella también le gustaba; Es por eso que Mozart a menudo corría a la Wieden (donde nuestra madre bendita y yo nos alojamos en el Arado de Oro) a toda prisa, se lo entregó a nuestra buena madre y dijo: ¡Aquí, querida mamá, tienes un pequeño refrigerio! - Esto la hizo feliz como un niño. Esto sucedió muy a menudo. En resumen, Mozart nunca vino a nosotros vacío”.

Cäcilia murió en Wieden, cerca de Vienna, Austria, dos años después que el.